# ヤスイリオスケ
ヤスイ リオスケ（1976年9月4日 - ）は、日本の漫画家。茨城県出身。男性。主に成年向け漫画雑誌で活動している。

## 来歴
明治大学付属中野中学校・高等学校を経て明治大学卒業。明大中野の同級生に大相撲の大関・栃東がいる。
元々は文章同人誌を出していたが、2003年5月、マイクロマガジン社発行のアンソロジーコミック『コミックRUDE vol.1』で商業誌デビュー。2005年、『COMICポプリクラブ』（当時は晋遊舎発行、2007年3月号よりマックス発行）2005年3月号に『我が家のメイド姫』が掲載されて以降、主に同誌に作品が掲載されている。
2008年には、処女単行本『エロマンガみたいな恋しよう』収録のエピソードを原作としたアダルトアニメ『エロマンガみたいな恋しよう-Page.1-』、『エロマンガみたいな恋しよう-Page.2-』がピンクパイナップルより発売された。
同人活動については、パソコンゲーム雑誌『ログイン』の読者投稿コーナーの常連だった1990年代、他の常連投稿者達と同人サークル「ログイン向上委員会」を結成し、同人誌『処ログ』を発行していた。また本人も2代目編集長を務めていた。
その後は主催する同人サークル「ゴロメンツ」より個人誌を発行している。

## 特徴
平野耕太・田丸浩史・ながいけんの影響を受けているという。商品としての価値を重んじ、急がずに丁寧に描くことに留意している。

## 作品リスト

### 単行本
成人向け作品
- エロマンガみたいな恋しよう (晋遊舎コミックス、2006年12月) ISBN 978-4-8838-0598-3
- BUST TO BUST -ちちはちちに-（バスト&バスト～ちょっとくらい腐ってるのが美味いんですよ?～） (ポプリコミックス、2008年4月) ISBN 978-4-9034-9163-9
- ショッキングピンク! （巨乳♪ももいろ三国志）(ポプリコミックス、2010年4月) ISBN 978-4-8637-9020-9

### アニメーション
成人向け作品
- エロマンガみたいな恋しよう-Page.1- (ピンクパイナップル、2008年6月27日） 原作
- エロマンガみたいな恋しよう-Page.2- (ピンクパイナップル、2008年9月26日） 原作

成人向けインモーションマンガ
- BUST TO BUST -ちちはちちに- ちょっとくらい腐ってるのが美味いんですよ? (AniMan、2010年10月15日） 原作
- BUST TO BUST -ちちはちちに- 続・ちょっとくらい腐ってるのが美味いんですよ? (AniMan、2011年6月17日） 原作

## 関連人物
- ガビョ布

漫画家。同じ『ログイン』常連投稿者であり、「ログイン向上委員会」メンバー。またヤスイの勇退後、同サークルの第3代編集長を務めていた。